# Kathlyn Williams
Kathlyn Williams (Butte, Montana, EUA, 31 de maio de 1879 – Hollywood, Califórnia, 23 de setembro de 1960) foi uma atriz estadunidense do teatro e do cinema mudo, que ficou conhecida pela sua beleza loira e sua personalidade ousada. Atuou em mais de 180 filmes e escreveu seis roteiros para o cinema.

## Biografia
Kathlyn Williams, nascida em Butte, Montana, em 31 de maio de 1879, foi a filha única do minerador Joseph E. e da norueguesa Mary C. Boe Williams (1846-1908). Apesar de muitas biografias darem como sua data de nascimento o ano de 1880, ela está listada no censo dos Estados Unidos, em 1880, como tendo nascido um ano antes.

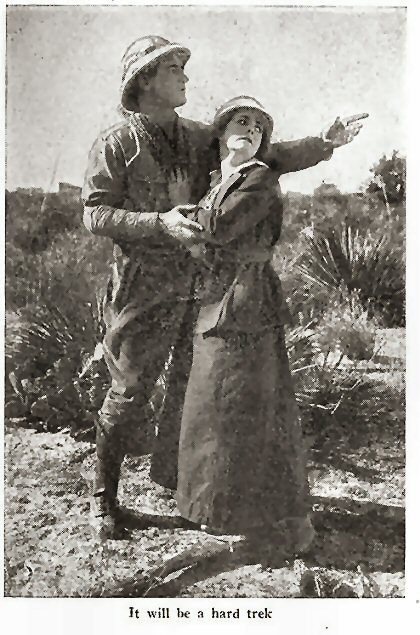
Cena do seriado The Adventures of Kathlyn, de 1913.

Williams começou a apresentar interesse pela carreira de atriz muito cedo, tornando-se membro de uma comunidade de arte dramática. Participou também da “Woman's Relief Corps”, uma organização de veteranos da Guerra Civil Americana, pois tinha dons vocais e participava de recitais. Freqüentou a Montana Wesleyan University, em Helena durante os anos 1890 e era excelente em oratória e interpretação.
Seu pai faleceu em 1894, quando ela era uma adolescente, e sua mãe voltou a se casar, com Fred Lavoie, em 1895. Sua família tinha poucos recursos financeiros; para ganhar a vida, a mãe trabalhava alugando casas em Centerville, e Kathlyn dependia da caridade alheia para pagar os estudos. Suas aspirações a atriz chamaram a atenção de William A. Clark, um senador de Montana, que financiou sua educação. Em 1900, seus amigos fizeram um “concerto para Katie”, como era carinhosamente apelidada, para obter fundos para o pagamento de sua escola. Em 1902, Williams iniciou uma turnê em um grupo teatral chamado Norris & Hall and Company, quando então trabalhou no papel de Phyllis Ericson, na popular peça "When We Were Twenty One", com boa receptividade pela crítica. A peça fez sua turnê através dos Estados Unidos por volta do fim de 1903.
Em 16 de janeiro de 1903, numa edição do Dallas Morning News, um artigo em Amusements chama a atenção para o desempenho de Williams em "When We Were Twenty-One": "Miss Kathlyn Williams, que assumiu o papel de Phyllis, é uma atriz de rara habilidade, atração e desenvoltura".
Williams começou sua carreira de atriz com a Selig Polyscope Company, em Chicago, Illinois e fez seu primeiro filme em 1908, sob a direção de Francis Boggs. Ficou então conhecida como “The Selig Girl”. Em 1910, ela se transferiu para a companhia “Los Angeles film studio”. Williams interpretou "Cherry Malotte" no primeiro filme baseado no romance de Rex Beach, de 1906, The Spoilers (1914), um papel posteriormente interpretado por Betty Compson (1930), Marlene Dietrich (1942), e Anne Baxter (1955).
Em 1916, trabalhou nos treze episódios do seriado de aventura The Adventures of Kathlyn. Ela esteve bastante ocupada durante a era do cinema mudo, mas quando começou o cinema sonoro, fez apenas 5 filmes falados, o último em 1935.

## Casamentos

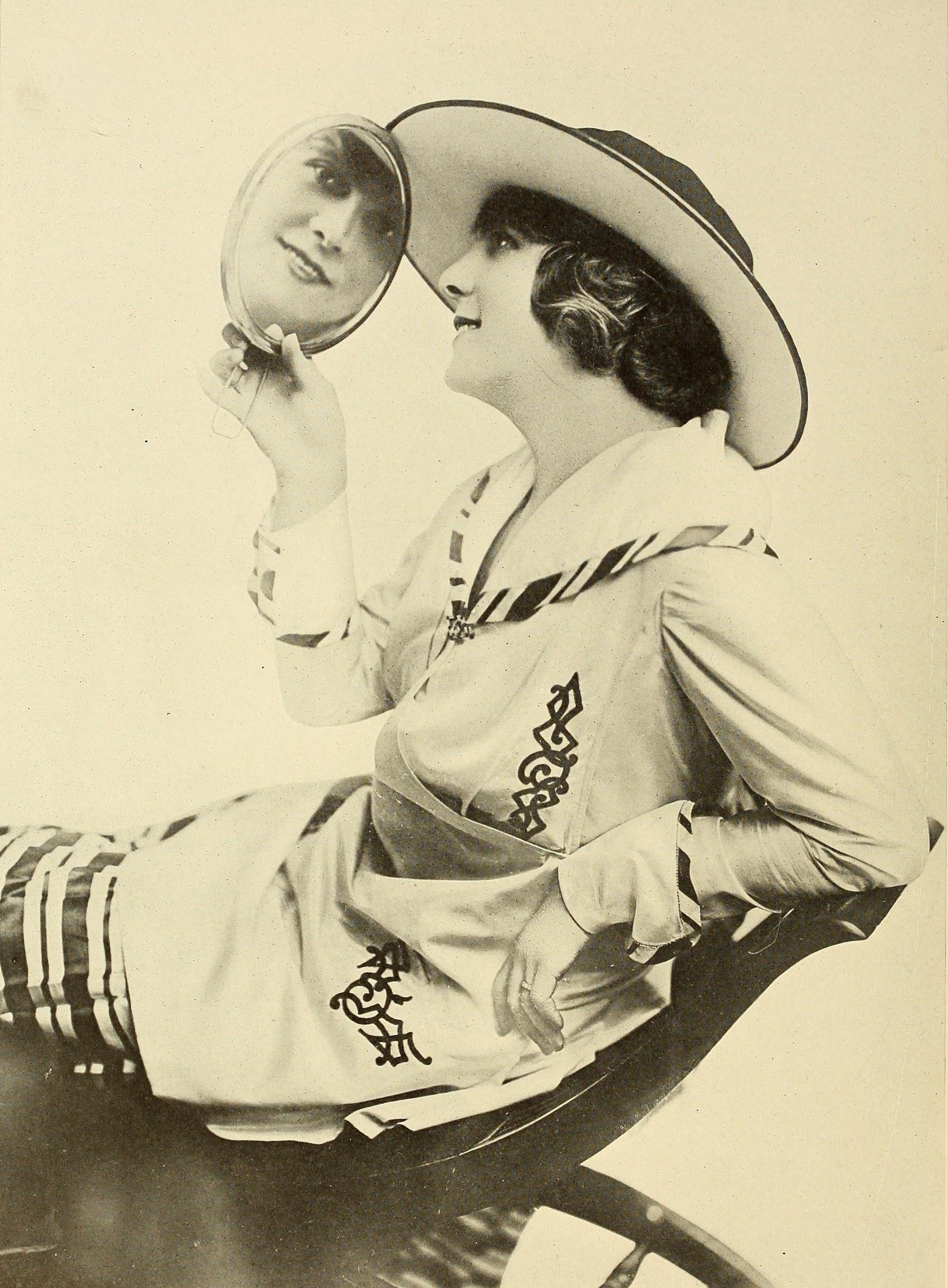
Kathlyn Williams (1917)

Williams foi casada três vezes. Apesar de muitas biografias citarem erroneamente como seu primeiro marido Victor Kainer, ele se chamava, de fato, Otto H. "Harry" Kainer (1876-1952), e negociava em Wall Street, na cidade de Nova Iorque. Eles se casaram em 2 de outubro de 1903, e seu filho, Victor Hugo, nasceu em 1905. Os Kainers residiram na Avenida Nicholas, 301, em Manhattan. Em 8 de maio 1905, ela processou seu marido em $20.000 dólares pelo não-pagamento de $10.000 no dia do casamento e por cada ano que estiveram casados, e o caso correu na Suprema Corte de Nova Iorque. O divórcio, supostamente, foi devido à desaprovação de Kainer à carreira de atriz da esposa.
Após a morte de sua mãe em dezembro de 1908 e a falência de seu casamento, Williams decidiu reativar sua carreira de atriz. Em 1910, Williams e seu jovem filho foram para Los Angeles, Califórnia, onde ela facilmente obteve trabalho de atriz. Em 4 de março de 1913, casou com Frank R. Allen, também ator, mas o casamento acabou após um ano. Em 30 de junho de 1914, ela pediu o divórcio.
Posteriormente, Williams casou com o executivo da Paramount Pictures Charles Eyton, em 2 de junho de 1916, em Riverside, California. O casal havia se encontrado dez anos antes, em Salt Lake City, Utah. Eyton fora negociar um novo filme e encontrara Williams, que era membro “Willard Mack stock company”. Um segundo encontro na área cinematográfica de Los Angeles, California reacendeu seu amor. Eyton era um dos proprietários do “Oliver Morosco Photoplay Company”.
Em 25 de fevereiro de 1922, seu filho, agora chamado Victor Eyton, morreu repentinamente aos 16 anos, de complicações de uma gripe, no Good Samaritan Hospital, em Los Angeles, e foi cremado. Seu filho antes estava na Harvard Military Academy. Mediante a grande tristeza pela perda do filho, os Eytons fizeram uma grande viagem pela Ásia, durante 4 meses; divorciaram-se em 1931.

## Morte
Em 29 de dezembro de 1949, Williams esteve envolvida em um acidente automobilístico que tirou a vida de sua amiga, Mrs. Mary E. Rose, quando estavam retornando de uma reunião social em Las Vegas. Como um dos resultados do acidente, Williams perdeu sua perna direita. Morreu de infarto do miocárdio em Hollywood, em 1960. Ela foi encontrada morta em sua casa, onde vivia inválida em uma cadeira de rodas. Foi cremada e sua cinzas foram depositadas na “Chapel of the Pines Crematory”, em Los Angeles.
Após sua morte, os bens de Williams foram legados para instituições de caridade, tais como The McKinley Industrial Home for Boys, o Motion Picture Relief Fund, e para o hospital ortopédico e das crianças. Um dos seus últimos desejos foi uma placa no The McKinley Industrial Home for Boys, para homenagear a memória do seu filho perdido.
Por sua contribuição para a indústria do cinema, Kathlyn Williams tem uma estrela na Calçada da Fama de Hollywood, no 7038 Hollywood Blvd.

## Filmografia

### Atriz
| - Rendezvous at Midnight (1935) .... Sra. Arthur Dewey - Unholy Love/ Deceit (UK) (1932) .... Sra. Bradford - Daddy Long Legs (1931) .... Sra. Pendleton - Road to Paradise (1930) .... Sra. Wells - Wedding Rings/ The Dark Swan (USA: título alternativo) (1929) .... Agatha - The Single Standard (1929) .... Sra. Glendenning - Her Husband's Women (1929) - A Single Man (1929) .... Sra. Cottrell - Our Dancing Daughters (1928) .... Mãe de Ann - Honeymoon Flats (1928) .... Sra. Garland - We Americans/ The Heart of a Nation (UK) (1928) .... Sra. Bradleigh - Sally in Our Alley (1927) .... Sra. Gordon Mansfield - The Best People (1925) .... Sra. Lenox - The Wanderer (1925) .... Huldah - Locked Doors (1925) .... Laura Carter - The Painted Flapper (1924) .... Isabel Whitney - The City That Never Sleeps (1924) .... Sra. Kendall - Single Wives (1924) .... Dorothy Van Clark - The Enemy Sex (1924) .... Sra. Massingale - Wanderer of the Wasteland (1924) .... Magdalene Virey - When a Girl Loves (1924) .... Helen, esposa de Michael - The Spanish Dancer (1923) .... Rainha Isabel de Bourbon - Broadway Gold (1923) .... Jean Valjean - Trimmed in Scarlet (1923) .... Cordelia Ebbing/Madame de laFleur - The World's Applause (1923) .... Elsa Townsend - Clarence (1922) .... Mrs. Wheeler - A Virginia Courtship (1921) .... Constance Llewellyn - A Man's Home (1921) .... Frances Osborn - Morals (1921) .... Judith Mainwaring - Everything for Sale (1921) .... Sra. Wainwright - A Private Scandal (1921) .... Carol Lawton - Hush (1921) .... Isabel Dane - Forbidden Fruit (1921) .... Sra.. Mallory - The U.P. Trail (1920) .... 'Beauty' Stanton - Conrad in Quest of His Youth (1920) .... Mrs. Adaile - The Prince Chap (1920) .... Alice Travers - The Tree of Knowledge (1920) .... Belle - Just a Wife (1920) .... Eleanor Lathrop - A Girl Named Mary (1919) .... Sra. Jaffrey - Her Kingdom of Dreams (1919) .... Penelope Warren - Her Purchase Price (1919) .... Diana Vane - The Better Wife (1919) .... Srta. Beverly - We Can't Have Everything (1918) .... Charity Coe Cheever - The Whispering Chorus (1918) .... Jane Tremble - The Things We Love (1918) .... Margaret Kenwood - Pioneer Days (1917) - The African Jungle (1917) - Big Timber (1917) .... Stella Benton - The Highway of Hope (1917) .... Lonely Lou - The Cost of Hatred (1917) .... Elsie Graves/ Sarita Graves - Out of the Wreck (1917) .... Agnes Aldrich - A Man, a Girl, and a Lion (1917) - The Voice That Led Him (1917) - Redeeming Love (1916) .... Naomi Sterling - The Brand of Cain (1916) - The Return (1916/I) - The Valiants of Virginia (1916) .... Shirley Dandridge - Into the Primitive (1916) .... Jennie Leslie - The Temptation of Adam (1916) - The Devil, the Servant and the Man (1916) - Number 13, Westbound (1916) - The Ne'er Do Well (1916) .... Sra. Edith Cortlandt, uma Diplomata - The Adventures of Kathlyn (1916) .... Kathlyn Hare - The Black Orchid (1916) - Thou Shalt Not Covet (1916/I) .... Esposa de Neighbor - Sweet Lady Peggy (1916) - The Coquette's Awakening (1915) .... The Flirt - Sweet Alyssum (1915) .... Daisy Brooks - A Sultana of the Desert (1915) - The Strange Case of Talmai Lind (1915) - Ebb Tide (1915) - The Rosary (1915) .... Vera Wallace - The Carpet from Bagdad (1915) .... Fortuna Chedsoye - The Vision of the Shepherd (1915) - Till Death Us Do Part (1914) - The Lady or the Tigers (1914) - Her Sacrifice (1914) - The Story of the Blood Red Rose (1914) .... Godiva - The Losing Fight (1914) - The Tragedy That Lived (1914) - The Woman of It (1914) - Hearts and Masks (1914) - Chip of the Flying U (1914) .... Della - The Speck on the Wall (1914) - In Tune with the Wild (1914) - A Woman Laughs (1914) - Caryl of the Mountains (1914) - The Leopard's Foundling (1914) - The Spoilers (1914) .... Cherry Malotte | - The Adventures of Kathlyn (1913) (seriado) .... Kathlyn Hare - In the Midst of the Jungle (1913) - Thor, Lord of the Jungles (1913) - The Conscience Fund (1913) (não-confirmada) - The Young Mrs. Eames (1913) .... Sra. Dorris Eames - Two Too Many (1913) - The Child of the Sea (1913) - The Flight of the Crow (1913) - The Mansion of Misery (1913) - Man and His Other Self (1913) - The Tree and the Chaff (1913) - Mrs. Hilton's Jewels (1913) .... Sra. Hilton - Woman: Past and Present (1913) .... Miss América - The Girl and the Judge (1913) .... A garota - The Stolen Melody (1913) - Lieutenant Jones (1913) - A Welded Friendship (1913) .... Mary Wilton/Violet Trevor - Their Stepmother (1913) - The Burglar Who Robbed Death/ When a Burglar Robbed Death (1913) - A Wise Old Elephant (1913) - With Love's Eyes (1913) .... Virginia, a garota - Two Men and a Woman (1913) .... Carrie Conrad, a mulher - The Artist and the Brute (1913) - The Governor's Daughter (1913/I) - A Little Child Shall Lead Them (1913/I) .... Helen Brant - The Lipton Cup: Introducing Sir Thomas Lipton (1913) - I Hear Her Calling Me (from the Heart of Africa) (1913) - The Love of Penelope (1913) - The Tide of Destiny (1913) - Harbor Island (1912) .... Isabel Arieno - The House of His Master (1912) .... Sra. Robert Stern - As the Fates Decree (1912) - The Girl at the Cupola (1912) .... Jessie - An Unexpected Fortune (1912) - On the Trail of the Germs (1912) - The Adopted Son (1912) - The Girl with the Lantern (1912) - The Turning Point (1912/I) - The Stronger Mind (1912) - The Coming of Columbus (1912) - The Devil, the Servant and the Man (1912) - When the Heart Rules (1912) - Driftwood (1912/I) - Sons of the North Woods (1912) .... Janie MacKisson - The Brotherhood of Man (1912) - When Memory Calls/ The Misanthrope Heart (USA: título alternativo) (1912) - The Horseshoe (1912) - The Prosecuting Attorney (1912) - Paid Back (1911) - Getting Married (1911) - The Inner Mind (1911) .... The Maid - Lost in the Jungle (1911) .... Meta Kruga - How They Stopped the Run on the Bank/ The Run on the Bank (USA: título alternativo) (1911) .... Dorothy Church - Maud Muller (1911) .... Maud Muller - The Two Orphans/ Kate Claxton's Two Orphans (1911) .... Henriette (órfã) - The Wheels of Justice (1911) - Wheels of Justice (1911) - Dad's Girls (1911) .... Rose - Life on the Border (1911) .... Esposa do Pioneiro - Jealous George (1911) - Captain Kate/ The Animal Trainer's Daughter (USA: título alternativo) (1911) .... Capitão Kate - The Ne'er Do Well (1911) - Ten Nights in a Bar Room (1911) - The Rose of Old St. Augustine (1911) .... Dolores, a Rosa de St. Augustine - Jim and Joe (1911) - Back to the Primitive (1911) - In Old California When the Gringos Came (1911) - The Witch of the Everglades (1911) .... Nora - 1861 (1911) - The Man from the East (1911) - The Survival of the Fittest (1911) .... Capria - The Curse of the Redman (1911) - Busy Day at the Selig General Office (1911) - The Queen of Hearts (1910) - The Merry Wives of Windsor (1910) .... Sra. Ford - Blasted Hopes (1910) - Dora Thorne (1910) .... Dora Thorne - Mazeppa, or the Wild Horse of Tartary (1910) - The Fire Chief's Daughter (1910) - Thou Shalt Not (1910) .... A Atriz - A Romance of the Western Hills (1910) .... Second Woman - Gold Is Not All (1910) .... Tomm's Mistress - Taming Wild Animals (1910) - Lines of White on a Sullen Sea (1909) .... Extra - The Politician's Love Story (1909) .... Extra - On Thanksgiving Day (1908) |

### Roteiro
- Lost in Transit (1917)
- A Sultana of the Desert (1915)

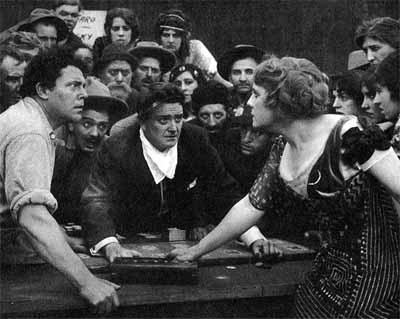
William Farnum, Wheeler Oakman e Kathlyn Williams no filme The Spoilers (1914).

- The Strange Case of Talmai Lind (1915)
- The Leopard's Foundling (1914)
- The Young Mrs. Eames (1913)
- The Last Dance (1912)

### Direção
- The Leopard's Foundling (1914)
- The Last Dance (1912)

### Ela mesma
- Souls for Sale (1923) - Celebrity Actress in Commisary